# Ovem lupo comittere
 Ovem lupo comittere лат. (изговор:овем лупо комитере). Овцу вуку повјерити. (Теренције) 

## Поријекло изреке
Изрекао у другом вијеку старе ере  Публије Теренције Афер  (lat, Publius Terentius Afer), nakon Плаутa, други велики писац комедија у римској књижевности. 

## У српском језику
Код нас се каже :«Дати вуку да чува козлиће» 

## Значење
Повјерити опасној особи да чува оно што жели да уништи - утамани, оно што је по природи ствари немогуће. 